# Lycée Carnot de Tunis
Pour les articles homonymes, voir Lycée Carnot.
Le lycée Carnot de Tunis (arabe : معهد كارنو), actuel lycée pilote Bourguiba de Tunis, est un lycée français à l'étranger situé à Tunis (Tunisie) et en activité jusqu'en 1982.
Depuis 1983, le bâtiment abrite un lycée pilote, établissement du système éducatif en Tunisie portant le nom de l'ancien président Habib Bourguiba, lui-même ancien élève de l'établissement.

## Histoire
Le lycée Carnot de Tunis est l'héritier d'une lutte d'influence entre les écoles italiennes et les écoles françaises mais aussi entre les congrégations religieuses et les institutions républicaines.
En 1845, l'abbé Bourgade, chapelain de la chapelle Saint-Louis de Carthage, créé le premier collège français, le collège Saint-Louis, situé dans la médina de Tunis. Après treize ans d'existence, le collège ferme ses portes. En 1875, le cardinal Lavigerie décide d'inaugurer à Carthage un collège portant le même nom que le précédent. Au lendemain de l'instauration du protectorat français de Tunisie en 1881, il est décidé de transférer l'établissement dans la capitale. Étienne-Marius Arnoux, ingénieur-architecte, est chargé de l'édification du lycée, sur le modèle des lycées de métropole, en bordure de l'actuelle avenue de Paris. Son ouverture a lieu le 9 octobre 1882 dans le nouvel établissement renommé collège Saint-Charles.

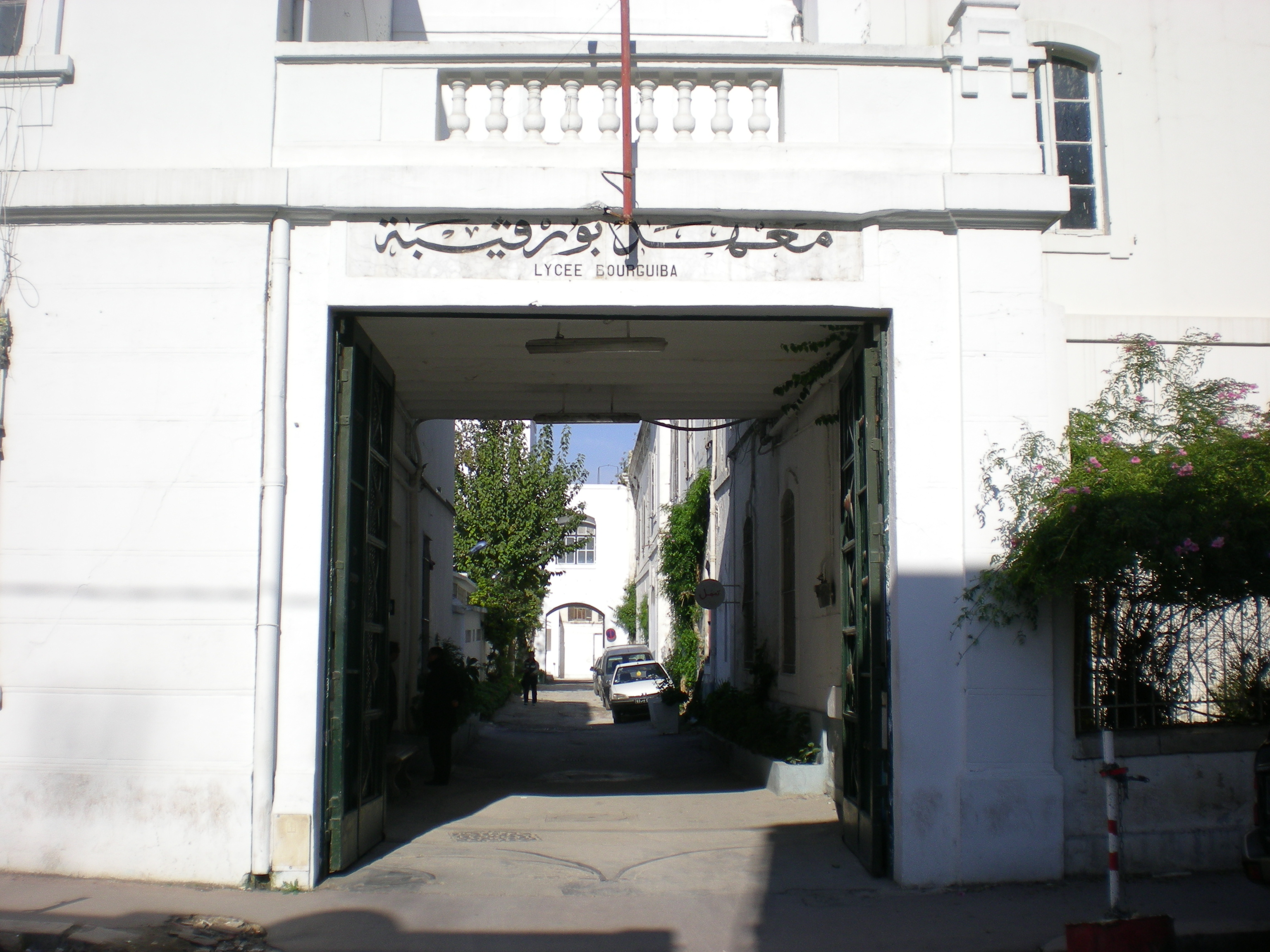
Entrée principale du lycée.

Le 2 novembre 1889, le clergé cède le collège Saint-Charles à l'administration française, qui le transforme en lycée sous l'appellation de lycée Sadiki en hommage à Sadok Bey. Pour éviter la confusion avec le collège Sadiki, il prend le nom de lycée de Tunis en vertu du décret beylical du 29 septembre 1893. En 1894, le Conseil des ministres lui donne le nom de Sadi Carnot pour honorer le président de la République française assassiné. En raison d'effectifs scolaires de plus en plus nombreux, les bâtiments sont agrandis en 1894, 1913, 1925 et 1939. Durant la Seconde Guerre mondiale, le lycée est réquisitionné d'abord par la Kommandantur de l'armée allemande puis, en 1943, par les forces alliées. Durant cette période, les élèves sont disséminés dans les autres établissements de Tunis.
En 1961, en raison de la crise de Bizerte, la rentrée des classes n'a lieu que la première quinzaine de novembre dans les établissements français. Pour faire face à l'augmentation des effectifs, des annexes sont bâties à Carthage, Salammbô, Mutuelleville (1956) et La Marsa (1960).
En 1993, une association d'anciens élèves, l'ALCT, compte 1 000 membres ; Philippe Séguin en a été son président d'honneur.

## Personnalités liées au lycée

### Professeurs
- Jean Amrouche (lettres)
- Jean Anglade (italien)
- Alain Besançon
- Raymond Burgard (lettres)
- François Châtelet (philosophie)
- Claude Hagège (lettres)
- Rachel Hautot (sculpture)
- Albert Memmi (philosophie)
- Hubert Monteilhet (histoire-géographie)
- Olivier Reboul
- Paul Sebag (lettres)
- Raoul Versini (lettres)

### Élèves
- Michel Allal-Volterra
- Loris Azzaro
- Elyes Ben Miled
- Kamel Ben Naceur
- Albert Bessis
- Mohamed Bouchiha
- Férid Boughedir
- Hassine Bey
- Habib Bourguiba
- Gaston Bouthoul
- Serge Bramly
- Jean-Claude Casanova
- Yves Chevallard
- Colette Fellous
- Jean-Paul Fitoussi
- Claude Hagège
- Jacques Haïk
- Gisèle Halimi
- Mokhtar Latiri
- Alain Mamou-Mani
- Hatem El Mekki
- Albert Memmi
- Yves Meyer
- Serge Moati
- Gilbert Naccache
- Maurice Nisard
- François d'Orcival
- Georges-Elia Sarfati
- Philippe Séguin
- Tahar Sfar
- Joseph Haïm Sitruk
- Alain-Gérard Slama
- Hédi Turki
- Georges Wolinski

## Lycée pilote Bourguiba

### Conversion
En 1983, le lycée cesse d'appartenir au réseau français et devient un lycée pilote, le lycée pilote Bourguiba, le premier créé en Tunisie en même temps que le lycée pilote de l'Ariana. Il ne donne accès qu'aux meilleurs élèves issus du concours national d'accès à l'enseignement secondaire.
Une petite partie des locaux restent néanmoins propriété des autorités françaises et sert de salles d'exposition pour l'Institut de coopération culturelle.